# Hexapathinae
Hexapathinae é uma subfamília de coral negro da família Cladopathidae, ordem Antipatharia.

## Géneros
- Heliopathes Opresko, 2003